# François Adam d'Holbach
François Adam d'Holbach (ook: Franciscus; ook: von Holbach) was een Duits-Franse baron die leefde van 1680 tot 1753. Hij kwam uit Hildesheim, werkte in Parijs, maar keerde terug naar zijn geboortestreek, waar hij in 1722 in de adelstand werd verheven tot baron d'Holbach. Rond 1731 moest hij vluchten vanwege verdenking van jansenisme en vestigde zich opnieuw in Frankrijk.
Holbach kocht de heerlijkheden Heeze, Leende en Zesgehuchten in 1733 van Albert Carel Snouckaert van Schauburg en liet het kasteel Heeze aanzienlijk verfraaien. Zo werden de stallen bijgebouwd en in 1735 werd de poort aangepast. Holbach liet gobelins en wandtapijten aanbrengen in het kasteel, die ook nu nog te zien zijn. Aan de katholieke kerk van Heeze schonk hij een groot aantal paramenten. In Duitsland liet hij het slot Küpperwolf bouwen.
In 1750 schonk hij het kasteel Heeze aan zijn neef, de filosoof Paul Henri Thiry d'Holbach en zijn echtgenote Basilia d'Aine. Paul werd baron nadat zijn oom hem als zoon geadopteerd had, kort voor zijn overlijden.